# مسار إبراهيم

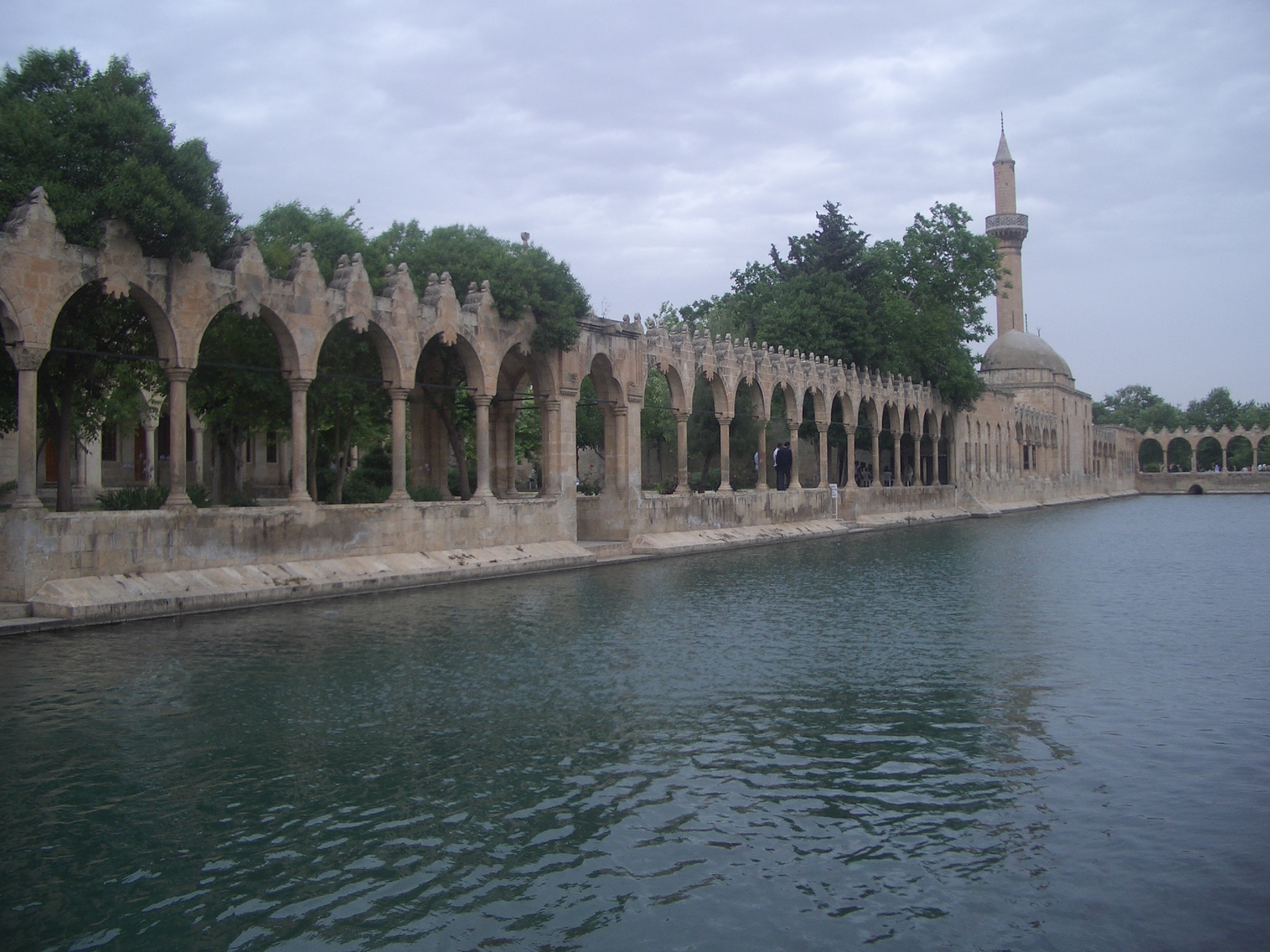
بركة أورفة

مسار إبراهيم هو الطريق الثقافي يعتقد أنه كان مسار للاب الروحي والمؤسس للديانات الإسلامية والمسيحية واليهودية إبراهيم النبي في رحلته القديمة عبر الشرق الأدنى القديم. تم إنشاء المسار في عام 2007 كطريقة للحجاج لتقليد الطريق التاريخي المعتقد لإبراهيم، بين مسقط رأسه أور الكلدانيين، التي يعتقد البعض أنها كانت أورفا في الجمهورية التركية اليوم، ووجهته الأخيرة في صحراء النقب.

## إبراهيم
يعتقد أن إبراهيم / إبراهيم عاش في العصر البرونزي. سافر مع أسرته وقومه في جميع أنحاء الهلال الخصيب وشبه الجزيرة العربية ووادي النيل. قصته ألهمت مجتمعات لا تعد ولا تحصى بما في ذلك الأكراد والمسلمون واليهود والمسيحيون والبدو والسامريون، وعدد لا يحصى من جميع أنحاء العالم. تهدف مبادرة مسار إبراهيم إلى البناء على هذا السرد للارتباط المشترك بتقاليدها العريقة في المشي وكرم الضيافة للغرباء.
بالإضافة إلى ان إبراهيم أب مشترك للديانات السماوية الثلاث التي يدين بها أكثر من أربعة مليارات شخص حول العالم.

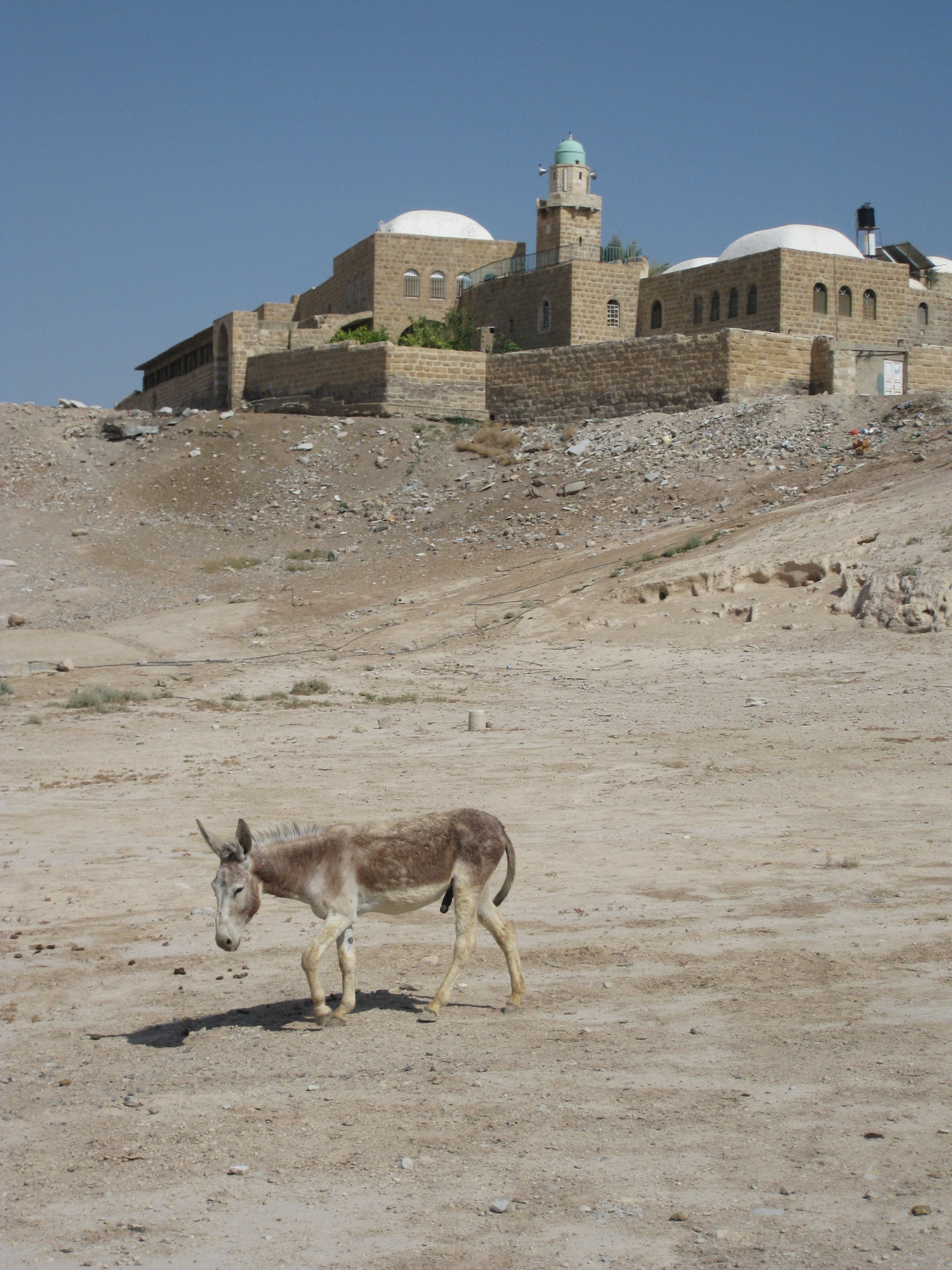
منطقة النبي موسى في اريحا، فلسطين

## التجديد الجديد للمسار
تم إنشاء إعادة بناء المسار القديم في عام 2007 من قبل مبادرة مسار أبراهام، وهي منظمة غير ربحية مسجلة 501c3 مقرها في كامبريدج، ماساتشوستس، الولايات المتحدة، مع شبكة عالمية من الشركاء. ساعد ويليام يوري، المفاوض ومؤلف كتاب «الوصول إلى YES» في تأسيس المشروع في برنامج التفاوض بجامعة هارفارد. يتحدث TED Talk من Ury عن بدايات المسار والرؤية الكامنة وراء المبادرة. يقول أوري أن كل ثقافة لها أصل قصة، وأن أصل قصة الشرق الأوسط تدور حول كيف سار الرجل وعائلته في الشرق الأوسط منذ حوالي أربعة آلاف عام. تم اعتماد مبادرة مسار إبراهيم من قبل منظمة السياحة العالمية التابعة للأمم المتحدة ، وتحالف الحضارات التابع للأمم المتحدة  وشركاء دوليين آخرين  . المبادرة منظمة غير ربحية وغير دينية وغير سياسية، مهمتها دعم الشركاء المحليين في تطوير طريق إبراهيم على النحو التالي:
- محفز للتنمية الاجتماعية والاقتصادية والسياحة المستدامة.
- مكان للالتقاء والتواصل بين الناس من الشرق الأوسط والناس حول العالم.
- مساحة إبداعية للقصص التي تسلط الضوء على الثقافة الفريدة والتراث وكرم الضيافة في المنطقة.[5]

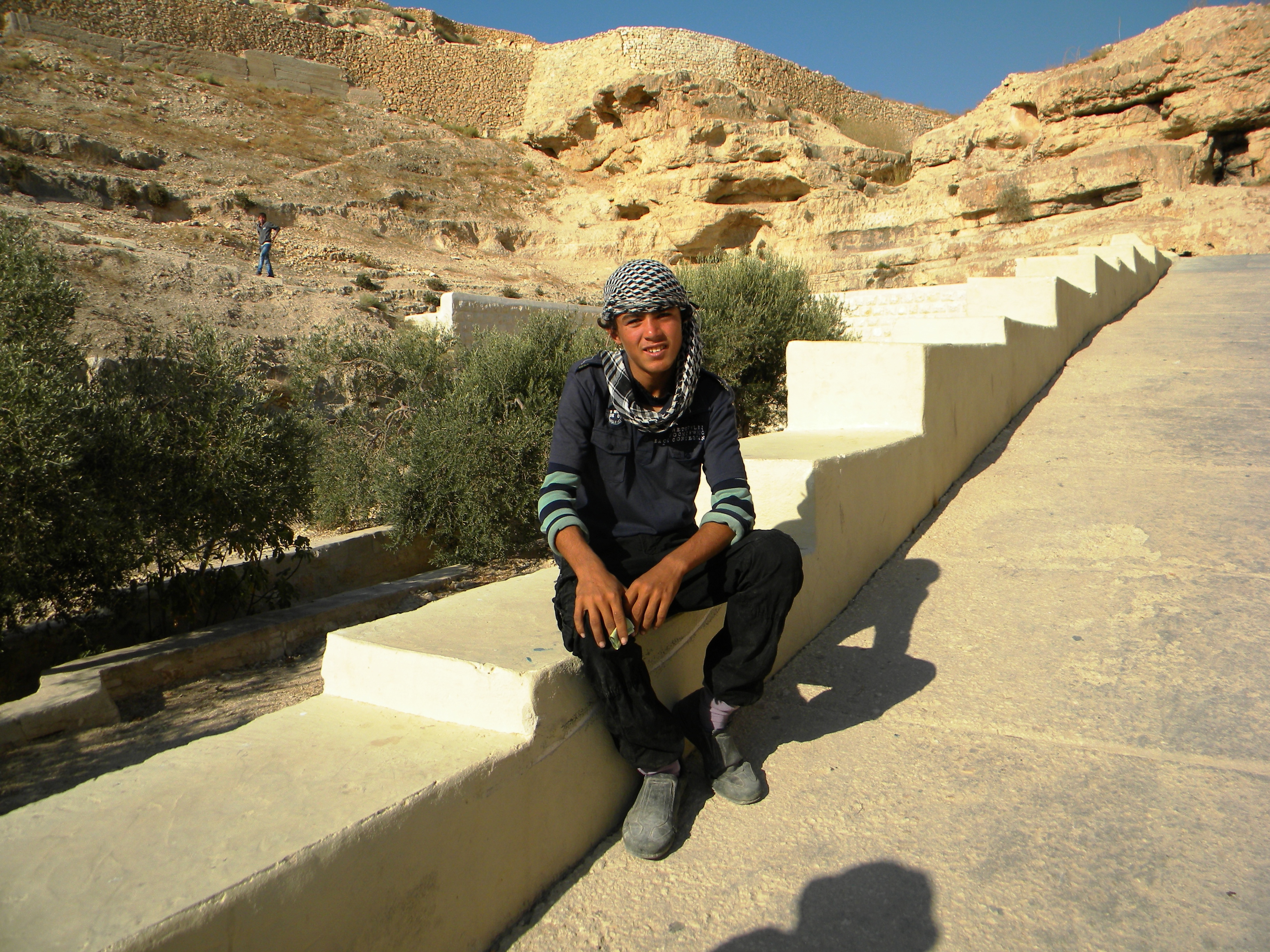
مار سابا (شباب بدوي)

## نظرة عامة على المسار الحالي
المواقع التاريخية الرئيسية الإبراهيمية على المسار الحالي هي أورفة، وحران (وفقًا للكتاب المقدس العبري، هذه مدينة عاش فيها إبراهيم، والتي تلقى منها الدعوة لبدء الجزء الرئيسي من رحلته)، القدس (مشهد لربط إسحاق حسب الكتاب المقدس العبري)، والخليل (موقع قبر إبراهيم وزوجته سارة، وفقًا للتقاليد اليهودية والمسيحية والإسلامية).
التقاطعات الرئيسية للمسار الحالي :
- أورفة
- حران
- نابلس
- أريحا
- القدس
- بيت لحم
- الخليل
- النقب

## روابط خارجية
- الموقع الرسمي
- «قصة الغلاف: 10 من أفضل مسارات المشي الجديدة»: ناشيونال جيوغرافيك ترافيلر
- «تغيير هائل»: الأسترالي
- أصداء أرض قديمة على طول مسار إبراهيم في تركيا: BBC Travel
- «كيفية التخطيط لرحلة على طول طريق إبراهيم»: كوكب وحيد
- «اتبع خطى إبراهيم»: مجلة تايم
- بحثا عن فلسطين البديلة: الجزيرة